# Strada statale 44 (Croazia)
La D44 è una strada statale in Croazia che collega Lupogliano con Villanova tramite la Cicceria e la valle del Quieto. La lunghezza totale è di 50,5 km.

## Percorso
La strada ha inizio a nord-ovest di Lupogliano diramandosi dall'autostrada D8, nei pressi della galleria del Monte Maggiore (Ucka, in croato). Continua nei monti della Cicceria giungendo a Pinguente (Buzet) costeggiando la ferrovia Istriana. Dopo essere uscita dalla cittadina di Pinguente prosegue nella valle fluviale del fiume Quieto (Mirna in croato) ove passa tra le cittadine di Montona (Motovun) e Livaditi (Levade). Continua nella valle sino alla autostrada A9 ove continua sino Cittanova classificandosi come strada statale 301.
La tratta tra Montona e Villanova è di più recente costruzione rispetto alla sezione restante della strada.